# 特韦特
特韦特（德語：Twedt）是德国石勒苏益格－荷尔斯泰因州的一个市镇。总面积12.52平方公里，总人口499人，其中男性242人，女性257人（2011年12月31日），人口密度40人/平方公里。